# Ewa Bugdol
Ewa Bugdol (* 23. Dezember 1986) ist eine polnische Duathletin und Triathletin. Sie ist mehrfache nationale Meisterin und Triathlon-Europameistern auf der Langdistanz (2016).

## Werdegang
Ewa Bugdol war als Jugendliche im Schwimmsport aktiv und wechselte als 16-Jährige zum Triathlon.
Sie wurde 2007 in Ungarn in der Klasse U23-Vizeweltmeisterin im Duathlon.
Im Juli 2013 wurde sie polnische Meisterin auf der Triathlon-Langdistanz und konnte diesen Titel 2014 erfolgreich verteidigen. 2015 wurde sie nationale Meisterin auf der Mitteldistanz.
Auf der Triathlon-Langdistanz wurde sie im Juli 2016 Europameisterin.
Im Juli 2019 wurde die 32-Jährige in Rumänien ETU-Vizeeuropameisterin auf der Triathlon-Mitteldistanz.
Sie lebt in Gliwice.

## Sportliche Erfolge
| Datum/Jahr    | Rang | Wettbewerb                                           | Austragungsort  | Zeit     | Bemerkung                                    |
| ------------- | ---- | ---------------------------------------------------- | --------------- | -------- | -------------------------------------------- |
| 16. Aug. 2020 | 7    | POL Triathlon National Championships                 | Białystok       | 02:09:35 | hinter Roksana Slupek                        |
| 7. Juli 2019  | 2    | ETU Middle Distance Triathlon European Championships | Târgu Mureș     | 04:13:56 | ETU-Vizeeeuropameisterin auf der Halbdistanz |
| 9. Sep. 2018  | 7    | Ironman 70.3 Rügen                                   | Binz            | 04:45:54 |                                              |
| 5. Aug. 2018  | 5    | Ironman 70.3 Gdynia                                  | Gdynia          | 04:31:23 |                                              |
| 4. Okt. 2015  | 2    | Ironman 70.3 Gurye                                   | Gurye           |          |                                              |
| 16. Aug. 2015 | 1    | POL Middle Distance Triathlon National Championships | Stronie Śląskie | 05:43:03 | Nationale Meisterin auf der Mitteldistanz    |
| 1. Sep. 2013  | 3    | Ironman 70.3 Zell am See-Kaprun                      | Zell am See     |          |                                              |
| 26. Aug. 2012 | 3    | Ironman 70.3 Zell am See-Kaprun                      | Zell am See     |          | bei der Erstaustragung                       |

| Datum/Jahr    | Rang | Wettbewerb                                         | Austragungsort | Zeit     | Bemerkung                                                                                   |
| ------------- | ---- | -------------------------------------------------- | -------------- | -------- | ------------------------------------------------------------------------------------------- |
| 24. Juli 2016 | 1    | ETU Long Distance Triathlon European Championships | Posen          | 09:02:08 | Europameisterin auf der Langdistanz                                                         |
| 27. Juli 2014 | 1    | POL Long Distance Triathlon National Championships | Posen          | 04:33:03 | Nationale Meisterin auf der Langdistanz                                                     |
| 21. Juli 2013 | 1    | POL Long Distance Triathlon National Championships | Mietkow        | 04:15:49 | Nationale Meisterin auf der Langdistanz                                                     |
| 21. Aug. 2011 | 3    | ETU Long Distance Triathlon European Championships | Tampere        | 06:27:37 | Europameisterschaft auf der Langdistanz (4 km Schwimmen, 120 km Radfahren und 30 km Laufen) |

| Datum/Jahr   | Rang | Wettbewerb                          | Austragungsort | Zeit     | Bemerkung                                          |
| ------------ | ---- | ----------------------------------- | -------------- | -------- | -------------------------------------------------- |
| 19. Mai 2007 | 2    | ITU Duathlon World Championship U23 | Győr           | 02:07:40 | U23-Vizeweltmeisterin auf der Duathlon-Kurzdistanz |

(DNF – Did Not Finish)